# Catalina Clara Ramírez de Guzmán
Catalina Clara Ramírez de Guzmán (Llerena; Badajoz, 1618-1684 o 1685) fue poeta del Siglo de Oro.

## Biografía
Perteneció a una familia de elevada posición social. Sus padres fueron Francisco Ramírez Guerrero y doña Isabel Sebastiana de Guzmán, que tuvieron seis hijos entre los que se cuenta Catalina Clara.
A pesar de que las últimas investigaciones han aportado valiosos documentos sobre la familia, no hay muchos datos de la vida de la autora, y la mayoría de los que tenemos proceden de su propia escritura. Suponemos que debió recibir una esmerada educación, propia de su clase, y que toda su vida se desenvolvió en la localidad de Llerena, hecho que explica tanto la temática como la difusión de su obra como la escasa difusión de esta, que no llegó a imprimirse nunca. Este enclave geográfico y la estrecha vida familiar son dos claves importantes para entender su obra.
La ciudad de Llerena gozó de bastante actividad artística en el siglo XVII, lo que debió ser un estímulo para Catalina Clara. Por ejemplo, Zurbarán residió allí más de diez años. En su poesía se dibuja el perfil de una mujer iniciada en la cultura clásica y atenta al conocimiento de la vida social y política del momento. Nunca se casó, vivió cómodamente gracias a la fortuna familiar y desarrolló una intensa actividad cultural plenamente integrada en los círculos intelectuales de la ciudad, hasta que a mediados del año de 1684 su salud se deterioró y murió a finales de este año o inicios del siguiente.

## Obra
La mayor parte de su obra conocida se conserva manuscrita (en los Mss. 3884 y 3917 de la BNE) y, de acuerdo a los datos que se manejan hasta ahora nunca se imprimió.
La edición más reciente fija su corpus poético en 1179 poemas, aunque quedan por resolver cuestiones sobre la atribución de algunos textos y la noticia de una obra perdida.
Su poesía se incardina plenamente en la literatura barroca, con una gran variedad de registros y una gran calidad literaria, que en las últimas décadas ha sido subrayada especialmente por la crítica americana, con estudios de gran rigor y novedad.
De su obra poética cabe destacar el cultivo de la poesía satírico-burlesca, registro poco frecuentado por las escritoras y en el que el ingenio de Catalina Clara sobresale con gran brillantez, para burlarse de los hombres, para atacar tópicos sobre la belleza femenina o sobre las cualidades tradicionalmente asociadas a lo femenino, como la inconstancia.
En su poesía aparecen los temas y motivos de la literatura de la época: el retrato, la poesía amorosa, de circunstancias, los temas familiares, filosóficos morales o religiosos.